# Sprachatlas der deutschen Schweiz

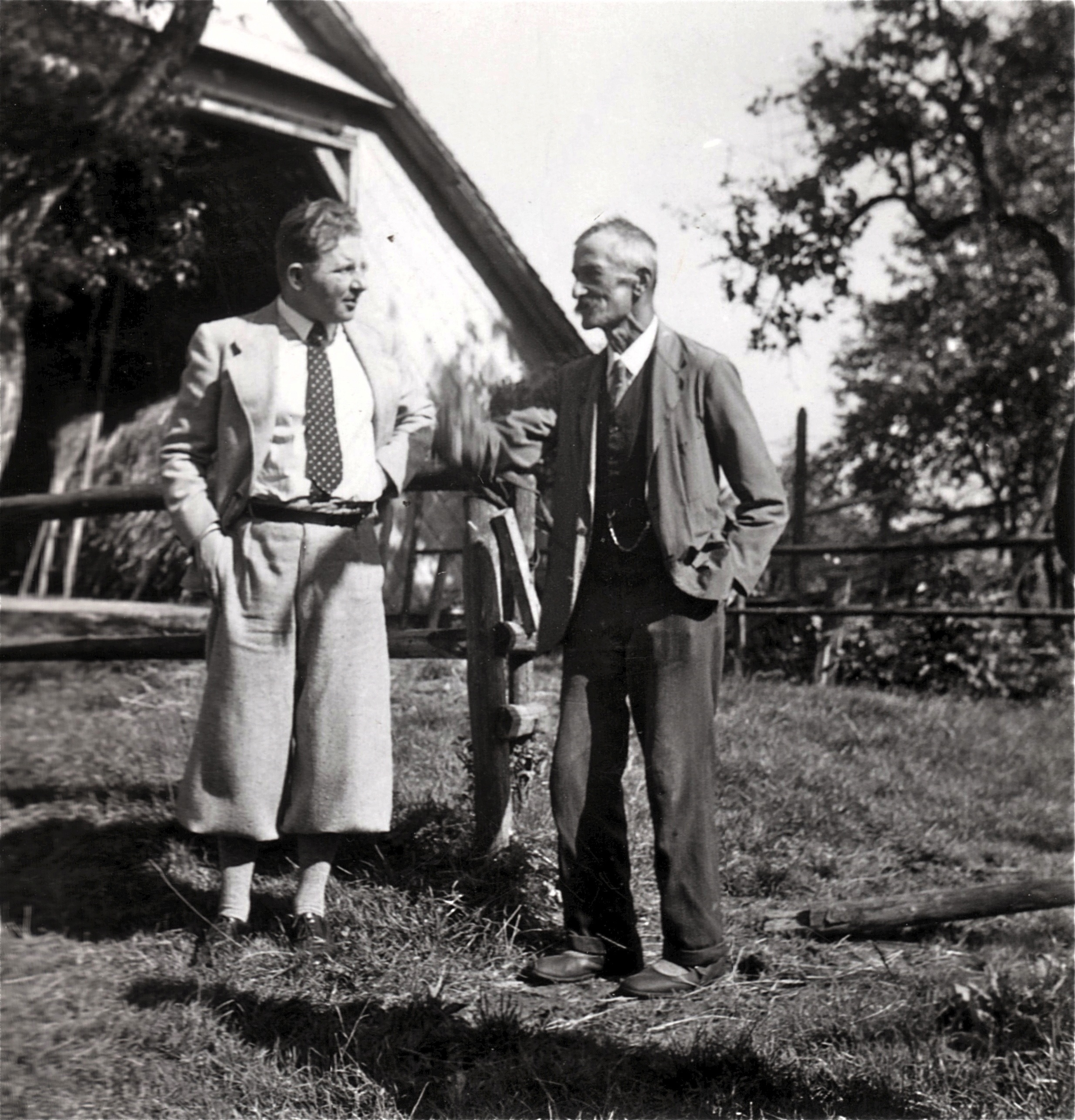
Rudolf Hotzenköcherle mit einer Gewährsperson in Bissegg, Kanton Thurgau (1936)

Der Sprachatlas der deutschen Schweiz (SDS) erfasst und dokumentiert mittels der dialektgeographischen Methode die alemannischen Mundarten der Schweiz (Deutschschweiz) einschliesslich der Walserdialekte Norditaliens, aber ausschliesslich des tirolischen Dialekts der bündnerischen Gemeinde Samnaun.
Der SDS erschien in den Jahren 1962 bis 1997 in acht Bänden und ist mit über 1500 Karten der reichhaltigste deutsche Regionalatlas. Finanziert wurde diese einmalige Bestandesaufnahme der schweizerdeutschen Dialekte im Wesentlichen vom Schweizerischen Nationalfonds.
Für die Benutzung durch sprachwissenschaftliche Laien wurde im Jahre 2010 der Kleine Sprachatlas der deutschen Schweiz herausgegeben. Er umfasst 121 Karten des SDS, die in farbigen Flächenkarten neu gezeichnet und je mit einem Kommentar versehen worden sind.

## Bedeutung
Zusammen mit dem (noch nicht abgeschlossenen) Schweizerischen Idiotikon bildet der SDS das Grundlagenwerk der deutschschweizerischen Dialektologie.
Als seine Stärken gelten im internationalen Vergleich die hohe Dichte der Aufnahmeorte, die Präzision der Aufnahmen und damit die Differenziertheit ihrer Ergebnisse.
Der SDS ist der erste regionale Sprachatlas im deutschen Sprachraum, dessen Datenmaterial nach der von der französischen Dialektologie entwickelten Methode der direkten Befragung von Sprechern durch Exploratoren erhoben wurde.

## Inhalt
Der SDS zeigt die räumliche Verteilung dialektaler Phänomene in Lautung, Formenbildung und Wortschatz, berücksichtigt Fragen der Sachkultur und geht auf gewisse Phänomene der Wortstellung ein. Sichtbar wird hierdurch auch die Vielfalt der schweizerdeutschen Dialekte, und die Interpretation der Karten lässt Rückschlüsse auf die Sprachdynamik und den Sprachwandel, aber auch die starken Veränderungen der bäuerlichen Kultur im 20. Jahrhundert ziehen. Die Darstellung des sprachlichen Befunds erfolgt durch möglichst geeignete Zeichen (Symbole), die bei jedem Aufnahmeort stehen. Die Gesamtheit dieser Symbole ergeben das Kartenbild (sogenannte Symbolkarte); der SDS enthält nur wenige Flächenkarten.

## Entstehung

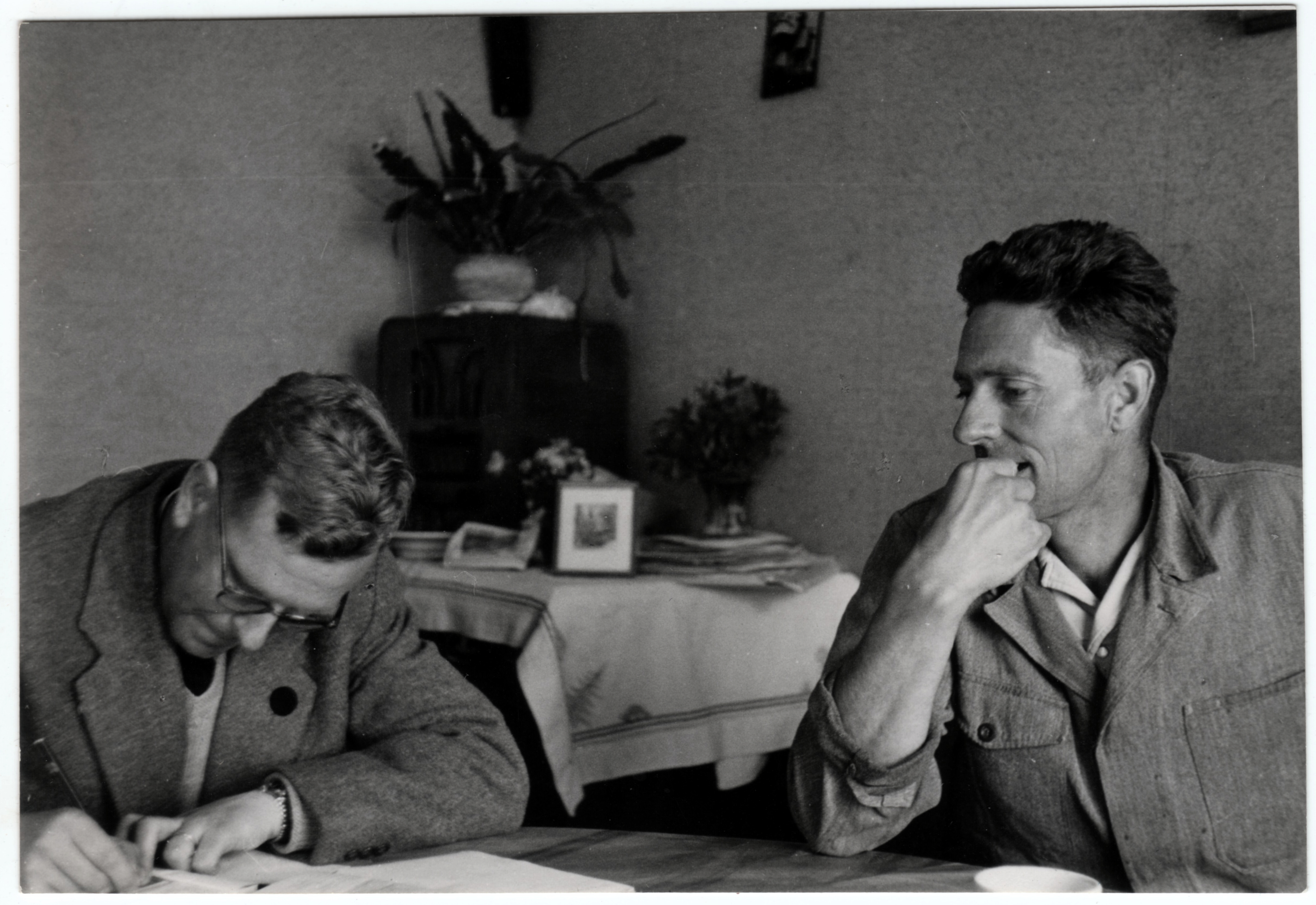
Rudolf Trüb (links) anlässlich einer Aufnahme für den Sprachatlas der deutschen Schweiz in Meggen, Kanton Luzern (1955)

Im Juni 1935 trafen sich die beiden Sprachforscher Rudolf Hotzenköcherle (Universität Zürich) und Heinrich Baumgartner (Universität Bern) in dem auf halbem Wege zwischen Zürich und Bern liegenden Bahnhofbuffet Olten, «um beiderseits gehegte, aber unabhängig voneinander entstandene Pläne für einen Sprachatlas der deutschen Schweiz zusammenzulegen und in nunmehr gemeinsamer Planung die Grundlinien des dermaßen auf gemeinschweizerische Basis gestellten Werks zu entwerfen». Zwischen 1935 und 1939 wurden Aufnahmemethode (mündliche Befragung) und Ortsnetz (fast 600 Orte in der deutschsprachigen Schweiz – was einem Drittel der damaligen Gemeinden entspricht – und alle Walserorte des Tessins und Oberitaliens) festgelegt sowie ein Fragebuch entworfen. Von zuerst 4000 Fragen wurden schliesslich rund 2500 Fragen, geordnet nach Sachgruppen wie Getreidebau, Wetter, Haus und Hausgerät, Familien und Verwandtschaft usw. ins definitive Fragebuch übernommen. In Absprache mit Paul Geiger und Richard Weiss, den Planern des Atlasses der schweizerischen Volkskunde, wurden bei Überschneidungen im lexikalischen Bereich Themen wie Brauchtum und Glaube eher dem Volkskundeatlas, sprachlich-sachkundliche Themen eher dem Sprachatlas zugewiesen.
Am 1. August 1939 wurde mit den Aufnahmen begonnen, für die insgesamt sechs Jahre vorgesehen waren, die tatsächlich jedoch 19 Jahre beanspruchten: Die ursprünglich anvisierte Aufnahmedauer von vier Tagen zu acht bis zehn Arbeitsstunden erwies sich zu knapp, und die Aufnahmen ausserhalb der Städte mussten mit Rücksicht auf die meist in der Landwirtschaft tätigen Gewährsleute auf das Winterhalbjahr beschränkt werden. An jedem Aufnahmeort standen den Exploratoren mindestens ein Mann und eine Frau zur Verfügung, nicht selten aber auch zusätzliche Personen; die Gesamtzahl lag bei rund 1500. Auf dem Land wurde das ortsverwurzelte Bauerntum bevorzugt, in den Städten berücksichtigte man wenn möglich verschiedene soziale Schichten. Die Mehrzahl der Gewährsleute war zwischen 51 und 80 Jahren alt, doch waren auch junge Personen ab 25 Jahren sowie alte über 80 vertreten. Die Aufnahmen erfolgten im direkten Verfahren am Wohnort der Gewährspersonen; die Antworten wurden handschriftlich in einer Weiterentwicklung der Lautschrift von Böhmer und Ascoli (vgl. Teuthonista), Kommentare in Stenographie mit Bleistift notiert. Als Explorator wurde der Romanist Konrad Lobeck angestellt, der ab 1947 von den Germanisten Rudolf Trüb und Robert Schläpfer abgelöst wurde. Die Aufnahmen an den Walserorten in Oberitalien und im Tessin wurden von Rudolf Hotzenköcherle und Fritz Gysling durchgeführt, in Bosco/Gurin war zusätzlich William G. Moulton anwesend, der dort Tonaufnahmen anfertigte.
Zwischen ca. 1945 bis 1962 wurden die Aufnahmen bereinigt und die Publikation der Sprachkarten vorbereitet. Anschliessend erfolgte bis 1997 die Publikation in insgesamt acht Bänden. Ein Einführungsband über die Methodologie und das Fragebuch erschien 1962, ein Abschlussband über die Werkgeschichte und mit einem Gesamtregister 2003.

## Publikation
Sprachatlas der deutschen Schweiz. Gesamtwerk (Einführungsband, Bände I–VIII, Abschlussband). Francke Verlag, Bern bzw. Basel.
- Rudolf Hotzenköcherle: Sprachatlas der deutschen Schweiz. Einführungsband A: Zur Methodologie der Kleinraumatlanten. B: Fragebuch. Transkriptionsschlüssel. Aufnahmeprotokolle. 1962. ISBN 978-3-7720-0736-1
- Band I, Lautgeographie I: Vokalqualität. Bearb. v. Rudolf Hotzenköcherle, Rudolf Trüb. 1962. ISBN 978-3-7720-0737-8
- Band II, Lautgeographie II: Vokalität – Konsonantismus. Bearb. v. Rudolf Hotzenköcherle, Rudolf Trüb. 1965. ISBN 978-3-7720-0738-5
- Band III, Formengeographie. Bearb. v. Rudolf Hotzenköcherle, Rudolf Trüb. 1975. ISBN 978-3-7720-1194-8
- Band IV, Wortgeographie I: Der Mensch – Kleinwörter. Bearb. v. Rudolf Hotzenköcherle, Rudolf Trüb. 1969. ISBN 978-3-7720-0739-2
- Band V, Wortgeographie II: Menschliche Gemeinschaft – Kleidung – Nahrung. Bearb. v. Doris Handschuh, Rudolf Hotzenköcherle, Robert Schläpfer, Rudolf Trüb, Stefan Sonderegger. Vorw. v. Robert Schläpfer, Rudolf Trüb. Ill. v. Erwin Zimmerli, Urs Zimmerli. 1983. ISBN 978-3-7720-1528-1
- Band VI, Wortgeographie III: Umwelt. Bearb. v. Walter Haas, Doris Handschuh, Rudolf Trüb, Rolf Börlin, Hansueli Müller, Christian Schmid-Cadalbert. 1988. ISBN 978-3-7720-1652-3
- Band VII, Wortgeographie IV: Haus und Hof. Bearb. v. Doris Handschuh, Elvira Jäger, Christian Schmid-Cadalbert unter Leitung v. Rudolf Trüb. 1994. ISBN 978-3-7720-1996-8
- Band VIII, Wortgeographie V: Haustiere – Wald- und Landwirtschaft. Bearb. v. Hans Bickel, Doris Handschuh, Elvira Jäger, Christian Schmid-Cadalbert unter Leitung v. Rudolf Trüb. 1997. ISBN 978-3-7720-1997-5
- Rudolf Trüb: Sprachatlas der deutschen Schweiz. Abschlussband. Werkgeschichte, Publikationsmethode, Gesamtregister. Unter Mitarbeit von Lily Trüb. 2003. ISBN 978-3-7720-1999-9
- Helen Christen, Elvira Glaser, Matthias Friedli (Hrsg.): Kleiner Sprachatlas der deutschen Schweiz. Verlag Huber, Frauenfeld 2010. ISBN 978-3-7193-1524-5

## Datenarchivierung
Die gesamten Bestände des Sprachatlasses, insbesondere die von Hand notierten Originalaufnahmen sowie zahlreiche Photographien, gingen nach Abschluss des Werks testamentarisch an das Büro des Schweizerischen Idiotikons in Zürich über. Fragebücher, Aufnahmen, Karten und Fotos werden sukzessive digitalisiert und der Öffentlichkeit zur Verfügung gestellt.

## Ergänzende und neue Erhebungen
Der SDS berücksichtigt die Syntax des Schweizerdeutschen nur am Rande. Diese Forschungslücke wurde zwischen 2000 und 2021 mit dem Projekt Dialektsyntax des Schweizerdeutschen an der Universität Zürich unter der Leitung von Elvira Glaser geschlossen. Insgesamt wurden die Antworten von 3187 Gewährspersonen an 383 Orten erfasst. Die vier Fragebögen der schriftlichen Erhebung umfassten 118 Fragen zur schweizerdeutschen Morphosyntax. Aus dem Projekt ging schliesslich das zweibändige Werk Syntaktischer Atlas der deutschen Schweiz (SADS) hervor, welcher die Ergebnisse aus dem Projekt in 78 thematischen Kommentaren (Band 1) und auf 216 Karten (Band 2) dokumentiert.
Um Einblicke in den Sprachwandel zu bekommen, fanden im Jahr 2008 in einem gemeinsamen Projekt der Universität Zürich und des Schweizerischen Idiotikons Neuerhebungen zu 18 Fragen statt.
Um den in den vergangenen siebzig Jahren eingetretenen Sprachwandel quantifizieren zu können, wurde im Jahr 2019 an der Universität Bern das unter der Leitung von Adrian Leemann stehende Projekt Swiss German Dialects Across Time and Space (SDATS) gestartet. An 125 Orten wurden rund hundert SDS-Fragen (66 phonetische, 66 morphosyntaktische und 66 lexikalische) bei rund tausend Personen erneut abgefragt; rund 100 zusätzlich erfragte Variablen ergänzten diese. Bei dieser neuen Erhebung standen, anders als bei derjenigen für den SDS, soziolinguistische Fragestellungen im Zentrum. Das Projekt wurde 2024 mit der Publikation des Dialäktatlas abgeschlossen.